# Hørbladet nålebæger
Hørbladet nålebæger (Thesium ebracteatum) er en plante.